# Ekkachai Rittipan
Ekkachai Rittipan (thailändisch เอกชัย ฤทธิพันธ์, * 23. Mai 1990 in Surat Thani), auch als Puan (thailändisch ปืน) bekannt, ist ein thailändischer Fußballspieler.

## Karriere
Ekkachai Rittipan erlernte das Fußballspielen in der Jugendmannschaft des Erstligisten Chonburi FC in Chonburi. Seinen ersten Vertrag unterschrieb er im Juli 2008 beim Zweitligisten Sriracha FC. Am Ende der Saison 2008 wurde er mit dem Club Vizemeister der Zweiten Liga, der Thai Premier League Division 1, und stieg somit in die Erste Liga, der Thai Premier League, auf. Die Saison 2009 wurde der Club Tabellenvierzehnter und musste somit wieder den Weg in die Zweitklassigkeit antreten. 2010 wurde Sriracha Meister der Zweiten Liga und stieg somit wieder in die Erste Liga auf. 2011 stieg der Club wieder in die Zweite Liga ab und er verließ den Verein Richtung Bangkok. Hier schloss er sich dem Erstligisten TOT SC an. Nach 40 Spielen und fünf Toren ging er 2014 zum Ligakonkurrenten Army United. Die Hinserie spielte er 14 Mal für Army. Die Rückserie wechselte er nach Suphanburi zu Suphanburi FC. Bis Mitte 2015 spielte er 12 Mal für den Club. Die Rückserie 2015 wurde er vom Erstligisten BEC Tero Sasana FC ausgeliehen. Nach der Ausleihe wurde er von BEC fest verpflichtet. Er unterschrieb einen Vertrag bis Ende 2018. Während seiner Zeit bei BEC wurde er die Hinserie 2016 an Chiangrai United und die Rückserie 2017 an Nakhon Ratchasima FC ausgeliehen. Von Nakhon Ratchasima wurde er dann die Saison 2018 fest verpflichtet. Zur Saison 2019 wechselte er zum Ligakonkurrenten Chonburi FC nach Chonburi. Die Hinserie 2019 spielte er für Chonburi. Die Rückserie wurde er an den Erstligaaufsteiger Trat FC nach Trat ausgeliehen. Nach der Ausleihe kehrte er Anfang 2020 wieder zu den Sharks zurück. Zum 1. Juli 2020 verpflichtete ihn der Zweitligist Ayutthaya United FC. Für Ayutthaya stand er 21-mal in der zweiten Liga auf dem Spielfeld. Zu Beginn der Saison 2021/22 unterschrieb er einen Vertrag beim Zweitligaaufsteiger Lamphun Warrior FC. Anschließen spielte er bei den Amateurklub Chattrakan City FC. Am 3. Januar 2023 verpflichtete ihn der Drittligist Mahasarakham FC. Mit dem Klub aus Maha Sarakham trat er in der North/Eastern Region der Liga an. Am Ende der Saison feierte er mit dem Verein die Meisterschaft der Region und die Qualifikation zu den Aufstiegsspielen zur zweiten Liga. Hier konnte man sich jedoch nicht durchsetzen. Im Sommer 2023 wurde sein Vertrag nicht verlängert. Im Juni 2023 nahm ihn der Viertligist Banbueng City FC unter Vertrag. Mit dem Verein aus Ban Bueng spielt er in der Eastern Region der Liga. Am Ende der Saison 2025 feierte er mit Banbueng die Meisterschaft der Region sowie den Aufstieg in die dritte Liga.

## Erfolge
Sriracha FC
- Thailändischer Zweitligavizemeister: 2008  ▲
- Thailändischer Zweitligameister: 2010  ▲

Mahasarakham FC
- Thai League 3 – North/East: 2022/23

Banbueng City FC
- Thailand Semi-Pro League – East: 2025  ▲